# Moschendorf
Moschendorf est une commune autrichienne du district de Güssing dans le Burgenland. La commune entretient un sympathique musée - vinothèque en plein air consacré à la viticulture, dont le contesté Uhudler.

## Géographie
La commune fait partie de la région vinicole Weinidylle Südburgenland.

## Galerie - Musée du vin

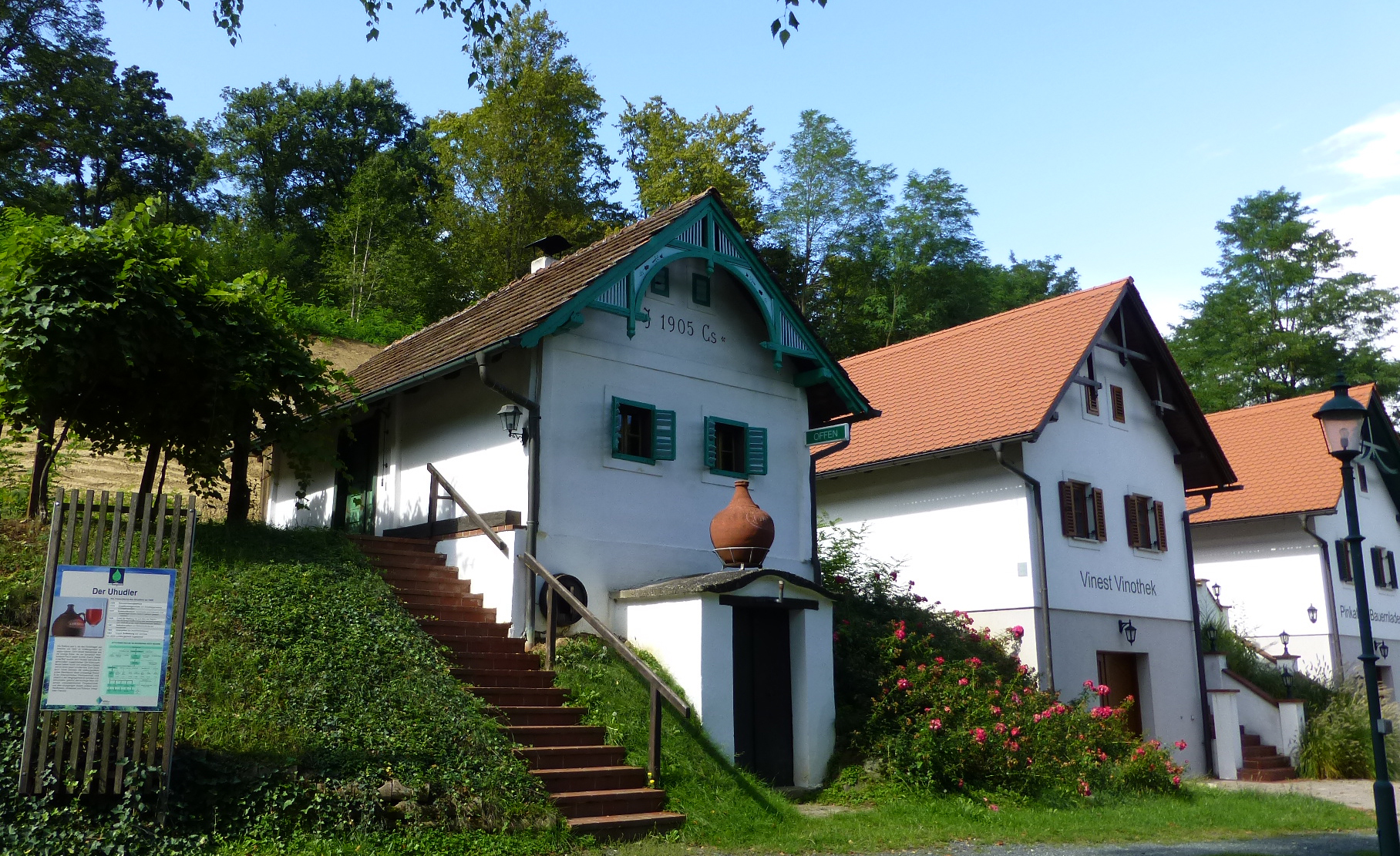
Maison de presse de 1905.
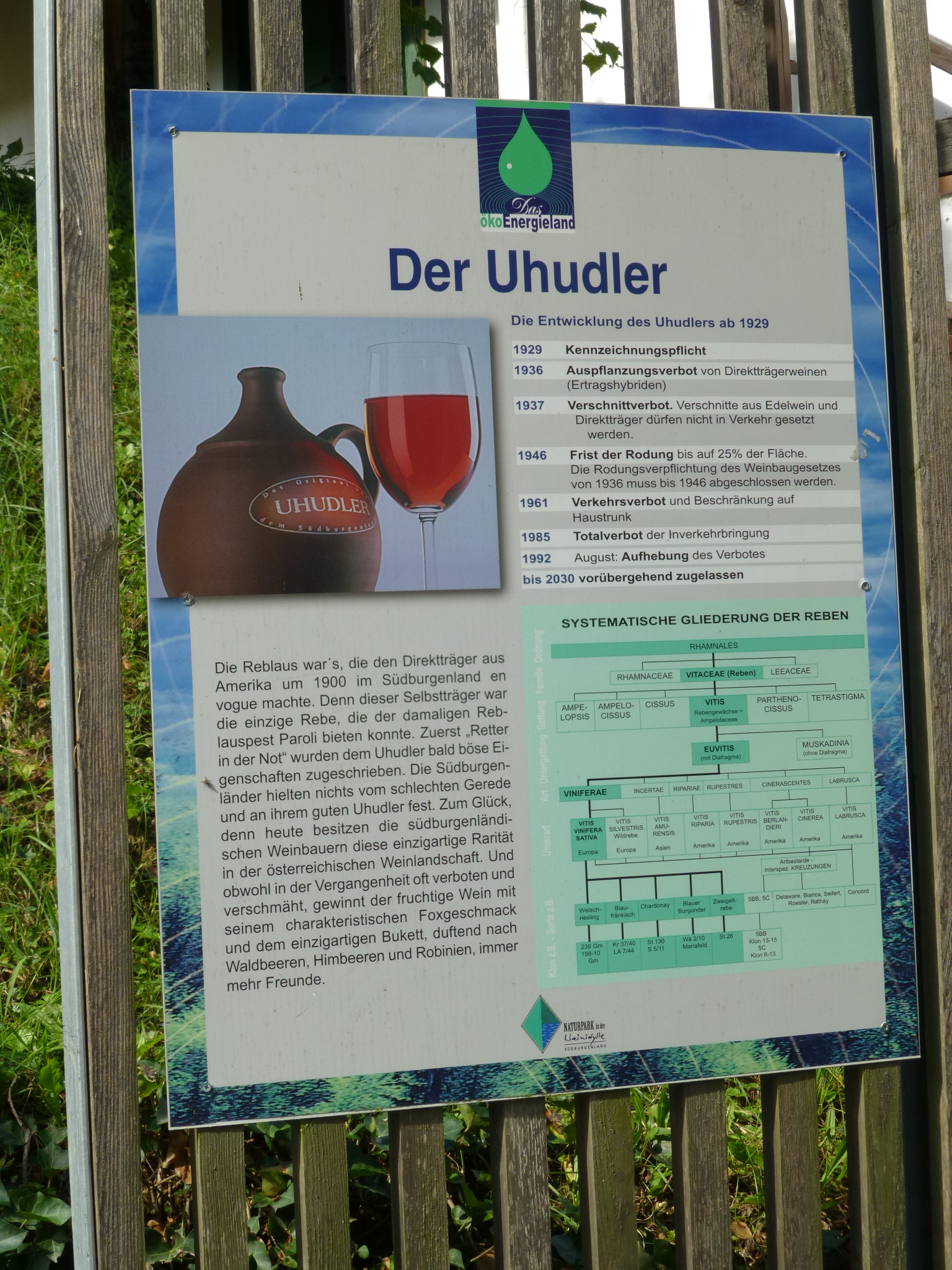
Information sur le Uhudler.
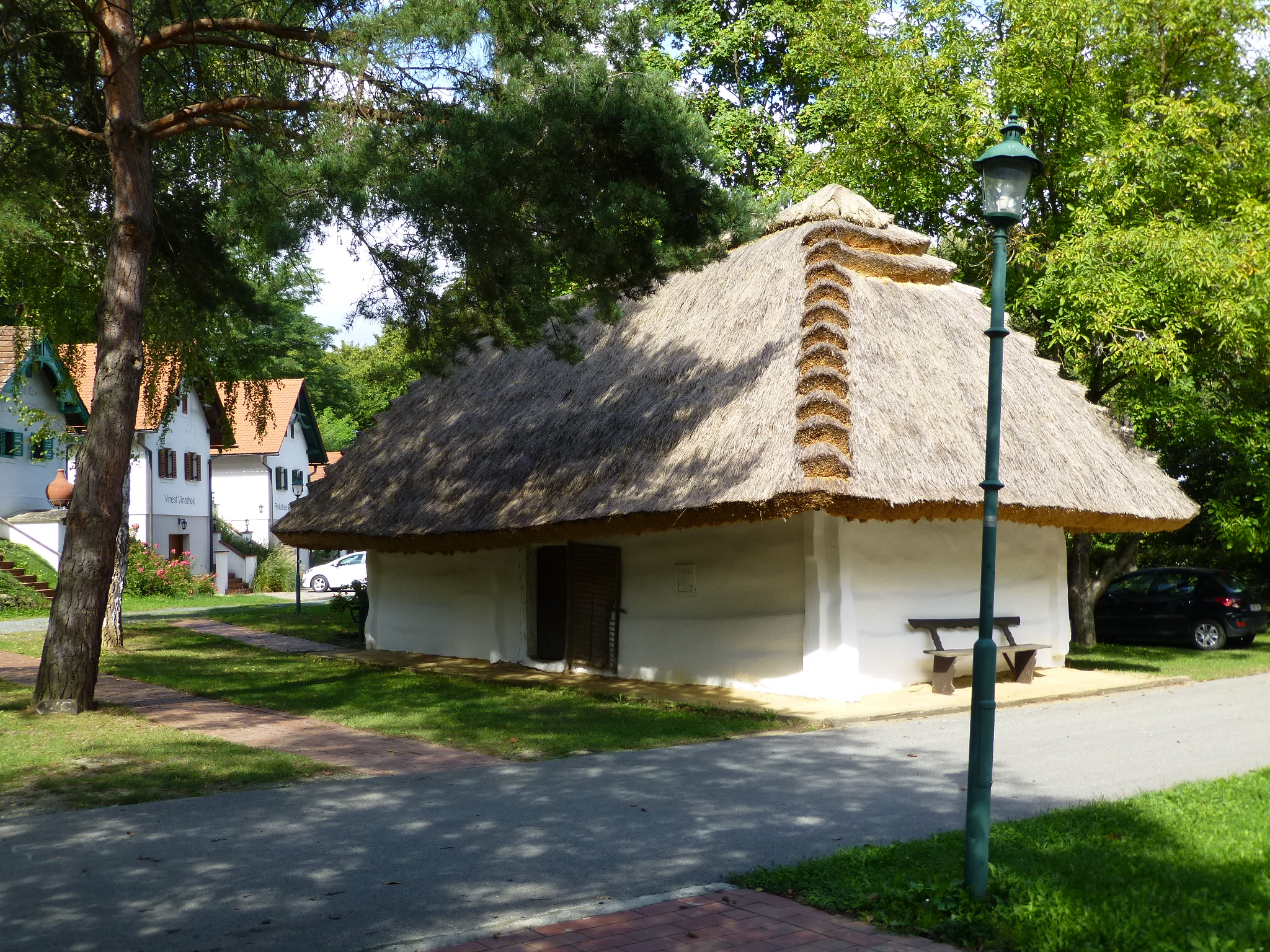
Toit de chaume.